# هاني سرور
هاني سرور هو رجل أعمال مصري، كان نائبًا عن الحزب الوطني الديمقراطي في مجلس الشعب المصري عن دائرة الأزبكية.

## في عهد مبارك
ذاع صيته لتورطه في قضية أكياس الدم الملوثة، والتي حُكم عليه فيها بالسجن ثلاث سنوات، ثم قضت محكمة النقض بحكم نهائي ببراءته.

## بعد ثورة يناير
اختفى كحال فلول نظام مبارك عمومًا، حتى ظهر مرة أخرى على الساحة السياسية.